# Ramachandra Vitthala Rao
Ramachandra Vitthala Rao (Sandur, 29 marzo 1850 – Bellary, 3 dicembre 1892) è stato un principe indiano.
Fu Raja di Sandur dal 1878 al 1892.

## Biografia

### I primi anni
Ramachandra Vitthala Rao nacque il 29 marzo 1850 a Sandur, figlio secondogenito del raja Venkata Rao II. Venne educato tramite tutori privati.

### Il regno
Ramachandra Vitthala Rao succedette a suo fratello Shivashanmukha Rao come raja il 3 maggio 1878, quando quest'ultimo morì senza eredi. Ramachandra Vitthala Rao venne ufficialmente incoronato il 5 febbraio 1879. Nel 1882, Ramachandra Vitthala Rao affittò 40.000 acri di foreste appartenenti allo stato di Sandur al governo di Madras. Nel settembre del 1885, J. G. Firth venne nominato agente del governo di Madras a Sandur e divenne in seguito il primo diwan del regno quando il raja decise di servirsi di tale figura per governare al meglio. Nel 1892 il raja ottenne le insegne di Compagno dell'Ordine dell'Impero Indiano.
Ramachandra Vitthala Rao morì il 3 dicembre 1892 a Bellary dove si era recato per dei trattamenti medici, e il suo successore fu suo figlio Venkata Rao III.